# 班傑明·馬卡萊恩
班傑明·馬卡萊恩（Benjamin Markarian，1913年11月29日—1985年9月29日）是一位亞美尼亞天文物理學家。他發現室女座星系團其中的一些成員以共同的運動方式運動時，便以他的名字命名為馬卡萊恩長鏈。
班傑明·馬卡萊恩也以他的名字命名了一組緊湊、光學明亮的星系（包括星暴和活動星系核）—馬克仁星系。